# Meyerophytum
Meyerophytum es un  género de plantas suculentas perteneciente a la familia Aizoaceae endémico de Sudáfrica. Tiene 4 especies descritas y de estas, solo dos aceptadas.

## Descripción
Es una pequeña planta con hojas carnosas. Produce unas flores de color púrpura.

## Taxonomía
El género fue descrito por  Martin Heinrich Gustav Schwantes, y publicado en Möller's Deutsche Gärtner-Zeitung 42: 436. 1927. La especie tipo es: Meyerophytum meyeri (Schwantes) Schwantes. 
Etimología
Meyerophytum: nombre genérico otorgado en honor del misionero alemán Louis G. Meyer (1867-1958), que exploró la flora de Namaqualand.

## Especies
- Meyerophytum globosum
- Meyerophytum meyeri